# بيكبريتات الصوديوم
بيكبريتات الصوديوم ويدعى أيضاً بـكبريتات الصوديوم الحامضية هو مركب كيميائي له الصيغة NaHSO4.
له أيضاً الاسم الشائع كعكة النتر (niter cake) لأنه كان يصنع بطريقة قديمة غير مستخدمة حالياً وذلك بتفاعل نترات الصوديوم مع حمض الكبريت.

## التحضير
تحضر بيكبريتات الصودوم حالياً بإحدى طريقتين، الأولى تتضمن مزج كميات ستوكيومترية من هدروكسيد الصوديوم مع وحمض الكبريت حسب التفاعل التالي:
كما يمكن أن يحضر من تفاعل كلوريد الصوديوم مع حمض الكبريت

## الاستخدامات

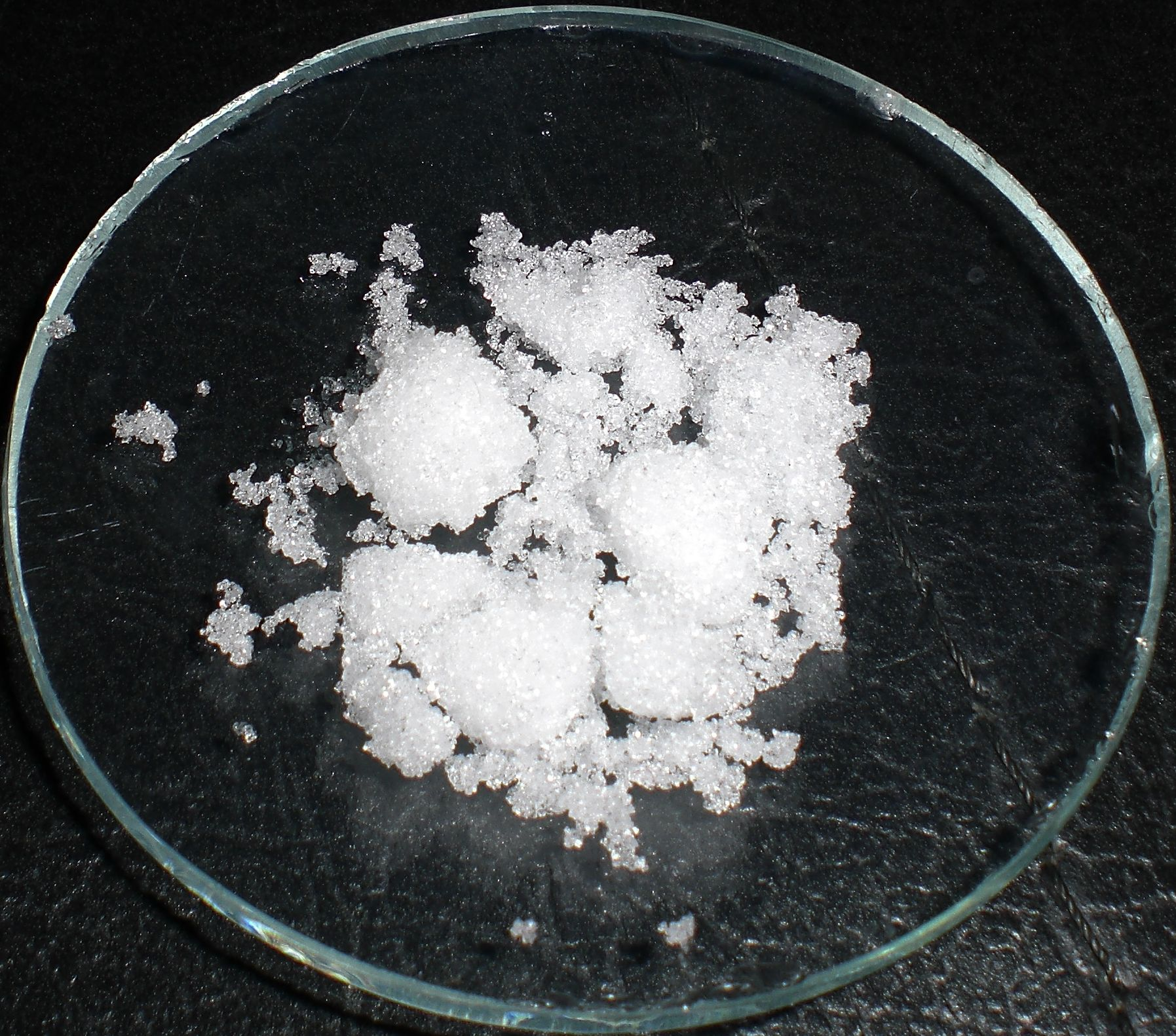
بيكبريتات الصوديوم

- مستحضرات التنظيف المنزلية
- كشط المعادن في الصناعات المعدنية
- له تطبيقات ثانوية في خفض القلوية